# فرانثيسكو مورجيا
الجنرال فرانثيسكو مورجيا لوبيث دي لارا (بالإسبانية: Francisco Murguía)‏ هو عسكري مكسيكي، وُلد في زاكاتيكاس في 4 مارس 1873، بدأ حياته مصورًا إلى أن تدرج إلى رتبة فريق أول. كان حاكمًا لولاية مكسيكو في الفترة من 27 أغسطس حتى 30 نوفمبر عام 1914، وشارك في الثورة المكسيكية. وتُوفي في دورانغو في 1 نوفمبر 1922.